# Victoria Monét

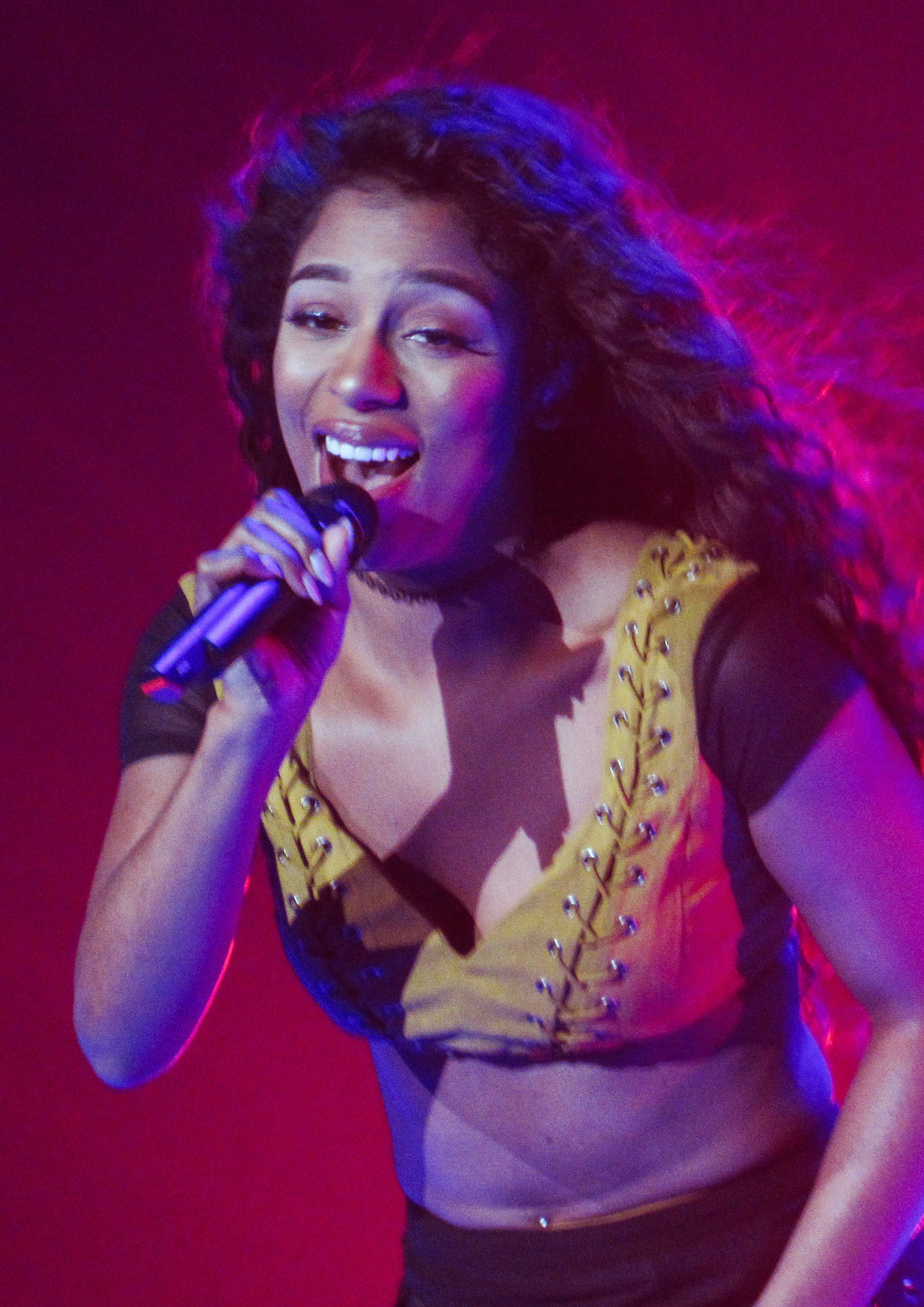
Victoria Monét podczas Dangerous Woman Tour (2017)

Victoria Monét McCants (ur. 1 maja 1989) – amerykańska  piosenkarka i autorka tekstów.
Wśród współpracowników Monét byli m.in.: Ariana Grande, Fifth Harmony, Nas, T.I, GOOD Music, Lupe Fiasco, Chrisette Michele, Coco Jones, Chris Brown, Diddy Dirty Money, Jasmine V. Podczas 66. ceremonii wręczenia nagród Grammy w 2024 roku otrzymała trzy nagrody Grammy.